# アイソラーII・ツアー
アイソラーII・ツアー（英語: Isolar II Tour）は、イギリスのミュージシャンであるデヴィッド・ボウイが1978年に行った、アルバム『ロウ』と『ヒーローズ』のリリースに伴うコンサート・ツアー。ロウ / ヒーローズ・ツアーとしても知られる。
1978年4月28・29日のフィラデルフィア公演、5月5日のプロビデンス公演、5月6日のボストン公演の録音は、ライブ・アルバム『ステージ』として同年にリリースされた。また、6月30日・7月1日のロンドン公演の録音は、『ウェルカム・トゥ・ザ・ブラックアウト〜ライヴ・ロンドン'78』として2018年にリリースされた。
ツアー最終日である1978年12月12日のNHKホールでの公演は同局によって撮影され、翌1979年3月26日に、NHK総合テレビジョンの音楽番組「ヤング・ミュージック・ショー」で放送された。

## セットリスト
これは1978年5月9日にアメリカ合衆国のニューヨークで行われたライブのセットリストであり、ツアー期間中の全てのセットリストを表すものではない。
1. ワルシャワの幻想
2. ヒーローズ
3. ホワット・イン・ザ・ワールド（英語版）
4. ビー・マイ・ワイフ（英語版）
5. ジーン・ジニー（英語版）
6. ブラックアウト（英語版）
7. 疑惑（英語版）
8. スピード・オブ・ライフ（英語版）
9. 壊れた鏡（英語版）
10. 美女と野獣（英語版）
11. フェイム
12. 5年間（英語版）
13. 魂の愛（英語版）
14. スター
15. 君の意志のままに（英語版）
16. ジギー・スターダスト
17. サフラジェット・シティ
18. ロックン・ロールの自殺者（英語版）
19. アートの時代（英語版）
20. アラバマ・ソング
21. ステイション・トゥ・ステイション（英語版）
アンコール
22. ステイ（英語版）
23. TVC 15 (ワン・ファイヴ)（英語版）
24. 愛しき反抗

## 演奏された曲
『ジギー・スターダスト』から
- 5年間
- 魂の愛
- スター
- 君の意志のままに
- ジギー・スターダスト
- サフラジェット・シティ
- ロックン・ロールの自殺者

『アラジン・セイン』から
- ジーン・ジニー

『ダイアモンドの犬』から
- 愛しき反抗

『ヤング・アメリカンズ』から
- フェイム

『ステイション・トゥ・ステイション』から
- ステイション・トゥ・ステイション
- TVC15 (ワン・ファイヴ)
- ステイ

『ロウ』から
- スピード・オブ・ライフ
- 壊れた鏡
- ホワット・イン・ザ・ワールド
- サウンド・アンド・ヴィジョン
- ビー・マイ・ワイフ
- ワルシャワの幻想
- アートの時代

『ヒーローズ』から
- 美女と野獣
- ヒーローズ
- ブラックアウト
- 疑惑

その他の曲
- アラバマ・ソング

## 参加ミュージシャン
- デヴィッド・ボウイ – ボーカル、チェンバリン（英語版）
- エイドリアン・ブリュー – リードギター、バッキング・ボーカル
  - ツアー帯同がフランク・ザッパから「引き抜き」と捉えられた[7]
- カルロス・アロマー（英語版） – リズムギター、バッキング・ボーカル、音楽ディレクター
- ジョージ・マレー（英語版） – ベース、バッキング・ボーカル
- デニス・デイヴィス（英語版） – ドラムス、パーカッション
- ロジャー・パウエル – キーボード、モーグ・ベース（英語版）、シンセサイザー、バッキング・ボーカル (1978年11月11日から14日を除く)
- デニス・ガルシア - キーボード、シンセサイザー (1978年11月11日から14日のみ)
- ショーン・メイズ（英語版） – ピアノ、ストリングアンサンブル、バッキング・ボーカル
- サイモン・ハウス（英語版） – エレクトリック・ヴァイオリン

## ツアー日程
| 日付           | 都市               | 国               | 会場                                           | 観客数                        | 収益                     |
| 北米           | 北米               | 北米             | 北米                                           | 北米                          | 北米                     |
| -------------- | ------------------ | ---------------- | ---------------------------------------------- | ----------------------------- | ------------------------ |
| 1978年3月29日  | サンディエゴ       | アメリカ合衆国   | サンディエゴ・スポーツ・アリーナ               | 14,800 / 14,800               | $222,000                 |
| 1978年3月30日  | フェニックス       | アメリカ合衆国   | アリゾナ・ベテランズ・メモリアル・コロシアム   | 16,500 / 16,500               | $247,500                 |
| 1978年4月2日   | フレズノ           | アメリカ合衆国   | フレズノ・コンベンション・センター             | 2,200 / 2,345                 | $33,000                  |
| 1978年4月3日   | イングルウッド     | アメリカ合衆国   | ザ・フォーラム                                 | 35,000 / 35,000 (2日分の合計) | $525,000 (2日分の合計)   |
| 1978年4月4日   | イングルウッド     | アメリカ合衆国   | ザ・フォーラム                                 | 35,000 / 35,000 (2日分の合計) | $525,000 (2日分の合計)   |
| 1978年4月5日   | オークランド       | アメリカ合衆国   | オークランド・アラメダ・カウンティ・コロシアム | 45,000 / 55,000               | $675,000                 |
| 1978年4月6日   | イングルウッド     | アメリカ合衆国   | ザ・フォーラム                                 | 17,500 / 17,500               | $262,500                 |
| 1978年4月9日   | ヒューストン       | アメリカ合衆国   | ザ・サミット                                   | 18,000 / 18,000               | $270,000                 |
| 1978年4月10日  | ダラス             | アメリカ合衆国   | ダラス・コンベンション・センター               | 10,000 / 10,000               | $210,000                 |
| 1978年4月11日  | バトンルージュ     | アメリカ合衆国   | LSU・アセンブリ・センター                      | 7,500 / 7,500                 | $112,500                 |
| 1978年4月13日  | ナッシュビル       | アメリカ合衆国   | ナッシュビル・オーディトリアム                 | 7,500 / 9,000                 | $112,500                 |
| 1978年4月14日  | メンフィス         | アメリカ合衆国   | ミッドサウス・コロシアム                       | 10,045 / 10,085               | $150,675                 |
| 1978年4月15日  | カンザスシティ     | アメリカ合衆国   | カンザスシティ・オーディトリアム               | 7,300 / 7,300                 | $109,500                 |
| 1978年4月17日  | シカゴ             | アメリカ合衆国   | アリー・クラウン・シアター                     | 8,400 / 8,400 (2日分の合計)   | $126,000 (2日分の合計)   |
| 1978年4月18日  | シカゴ             | アメリカ合衆国   | アリー・クラウン・シアター                     | 8,400 / 8,400 (2日分の合計)   | $126,000 (2日分の合計)   |
| 1978年4月20日  | デトロイト         | アメリカ合衆国   | コボ・アリーナ                                 | 24,000 / 24,000 (2日分の合計) | $360,000 (2日分の合計)   |
| 1978年4月21日  | デトロイト         | アメリカ合衆国   | コボ・アリーナ                                 | 24,000 / 24,000 (2日分の合計) | $360,000 (2日分の合計)   |
| 1978年4月22日  | リッチフィールド   | アメリカ合衆国   | リッチフィールド・コロシアム                   | 22,000 / 23,400               | $330,000                 |
| 1978年4月24日  | ミルウォーキー     | アメリカ合衆国   | メッカ・アリーナ                               | 12,700 / 13,000               | $190,500                 |
| 1978年4月26日  | ピッツバーグ       | アメリカ合衆国   | シビック・アリーナ                             | 30,000 / 30,000               | $450,000                 |
| 1978年4月27日  | ランドーバー       | アメリカ合衆国   | キャピタル・センター                           | 20,000 / 20,000               | $300,000                 |
| 1978年4月28日  | フィラデルフィア   | アメリカ合衆国   | スペクトラム                                   | 33,138 / 37,000 (2日分の合計) | $497,070 (2日分の合計)   |
| 1978年4月29日  | フィラデルフィア   | アメリカ合衆国   | スペクトラム                                   | 33,138 / 37,000 (2日分の合計) | $497,070 (2日分の合計)   |
| 1978年5月1日   | トロント           | カナダ           | メープルリーフ・ガーデンズ                     | 17,245 / 18,000               | $258,675                 |
| 1978年5月2日   | オタワ             | カナダ           | オタワ・シビック・センター                     | 10,000 / 11,345               | $150,000                 |
| 1978年5月3日   | モントリオール     | カナダ           | モントリオール・フォーラム                     | 20,000 / 20,000               | $300,000                 |
| 1978年5月5日   | プロビデンス       | アメリカ合衆国   | プロビデンス・シビック・センター               | 14,000 / 14,000               | $210,000                 |
| 1978年5月6日   | ボストン           | アメリカ合衆国   | ボストン・ガーデン                             | 15,000 / 15,750               | $225,000                 |
| 1978年5月7日   | ニューヨーク       | アメリカ合衆国   | マディソン・スクエア・ガーデン                 | 60,000 / 60,000 (3日分の合計) | $900,000 (3日分の合計)   |
| 1978年5月8日   | ニューヨーク       | アメリカ合衆国   | マディソン・スクエア・ガーデン                 | 60,000 / 60,000 (3日分の合計) | $900,000 (3日分の合計)   |
| 1978年5月9日   | ニューヨーク       | アメリカ合衆国   | マディソン・スクエア・ガーデン                 | 60,000 / 60,000 (3日分の合計) | $900,000 (3日分の合計)   |
| ヨーロッパ     |                    |                  |                                                |                               |                          |
| 1978年5月14日  | フランクフルト     | 西ドイツ         | フェストハレ・フランクフルト                   | 13,500 / 13,500               | $202,500                 |
| 1978年5月15日  | ハンブルク         | 西ドイツ         | ハンブルク・コングレスセンター                 | 12,500 / 12,500               | $187,500                 |
| 1978年5月16日  | デュッセルドルフ   | 西ドイツ         | フィリップスハレ                               | -                             | -                        |
| 1978年5月16日  | 西ベルリン         | 西ベルリン       | ドイチュランド・ハレ                           | 9,340 / 10,000                | $210,000s                |
| 1978年5月18日  | エッセン           | 西ドイツ         | グルガハレ                                     | 10,560 / 10,560               | $158,400                 |
| 1978年5月19日  | ケルン             | 西ドイツ         | ケルン・シュポルトハレ                         | 7,500 / 8,000                 | $112,500                 |
| 1978年5月20日  | ミュンヘン         | 西ドイツ         | オリンピアハレ                                 | 15,000 / 15,000               | $225,000                 |
| 1978年5月21日  | ブレーメン         | 西ドイツ         | ムジークラーデン                               | 不明                          | 不明                     |
| 1978年5月22日  | ウィーン           | オーストリア     | ウィーン・シュタットハレ                       | 14,000 / 14,000               | $210,000                 |
| 1978年5月24日  | パリ               | フランス         | パビリオン・デ・パリ                           | 20,000 / 20,000 (2日分の合計) | $300,000 (2日分の合計)   |
| 1978年5月25日  | パリ               | フランス         | パビリオン・デ・パリ                           | 20,000 / 20,000 (2日分の合計) | $300,000 (2日分の合計)   |
| 1978年5月26日  | リヨン             | フランス         | パレ・デ・スポール・ド・リヨン                 | 10,000 / 10,000               | $150,000                 |
| 1978年5月27日  | マルセイユ         | フランス         | マルセイユ・シャノ                             | -                             | -                        |
| 1978年5月27日  | マルセイユ         | フランス         | パレ・デ・スポール・ド・マルセイユ             | 不明                          | 不明                     |
| 1978年5月30日  | ブレーメン         | 西ドイツ         | ムジークラデン・エキストラ                     | 不明                          | 不明                     |
| 1978年5月31日  | コペンハーゲン     | デンマーク       | フォルケティートレット                         | 5,000 / 5,000 (2日分の合計)   | $75,000 (2日分の合計)    |
| 1978年6月1日   | コペンハーゲン     | デンマーク       | フォルケティートレット                         | 5,000 / 5,000 (2日分の合計)   | $75,000 (2日分の合計)    |
| 1978年6月2日   | ストックホルム     | スウェーデン     | スカンセン                                     | -                             | -                        |
| 1978年6月2日   | ストックホルム     | スウェーデン     | ロイヤル・テニスホール                         | 9,500 / 9,500                 | $142,500                 |
| 1978年6月4日   | ヨーテボリ         | スウェーデン     | スカンジナヴィアム                             | 12,000 / 14,000               | $180,000                 |
| 1978年6月5日   | オスロ             | ノルウェー       | エーケベルグハレン                             | 6,500 / 7,000                 | $97,500                  |
| 1978年6月7日   | ロッテルダム       | オランダ         | アホイ・ロッテルダム                           | 45,000 / 45,000 (3日分の合計) | $675,000 (3日分の合計)   |
| 1978年6月8日   | ロッテルダム       | オランダ         | アホイ・ロッテルダム                           | 45,000 / 45,000 (3日分の合計) | $675,000 (3日分の合計)   |
| 1978年6月9日   | ロッテルダム       | オランダ         | アホイ・ロッテルダム                           | 45,000 / 45,000 (3日分の合計) | $675,000 (3日分の合計)   |
| 1978年6月11日  | ブリュッセル       | ベルギー         | フォレスト・ナショナル                         | 16,000 / 16,000 (2日分の合計) | $240,000 (2日分の合計)   |
| 1978年6月12日  | ブリュッセル       | ベルギー         | フォレスト・ナショナル                         | 16,000 / 16,000 (2日分の合計) | $240,000 (2日分の合計)   |
| 1978年6月14日  | ニューカッスル     | イングランド     | ニューカッスル市庁舎                           | 6,405 / 6,405 (3日分の合計)   | $96,075 (3日分の合計)    |
| 1978年6月15日  | ニューカッスル     | イングランド     | ニューカッスル市庁舎                           | 6,405 / 6,405 (3日分の合計)   | $96,075 (3日分の合計)    |
| 1978年6月16日  | ニューカッスル     | イングランド     | ニューカッスル市庁舎                           | 6,405 / 6,405 (3日分の合計)   | $96,075 (3日分の合計)    |
| 1978年6月19日  | グラスゴー         | スコットランド   | アポロ                                         | 14,000 / 14,000 (4日分の合計) | $210,000 (4日分の合計)   |
| 1978年6月20日  | グラスゴー         | スコットランド   | アポロ                                         | 14,000 / 14,000 (4日分の合計) | $210,000 (4日分の合計)   |
| 1978年6月21日  | グラスゴー         | スコットランド   | アポロ                                         | 14,000 / 14,000 (4日分の合計) | $210,000 (4日分の合計)   |
| 1978年6月22日  | グラスゴー         | スコットランド   | アポロ                                         | 14,000 / 14,000 (4日分の合計) | $210,000 (4日分の合計)   |
| 1978年6月24日  | スタッフォード     | イングランド     | ビングリー・ホール                             | 20,000 / 20,250 (3日分の合計) | $303,750 (3日分の合計)   |
| 1978年6月25日  | スタッフォード     | イングランド     | ビングリー・ホール                             | 20,000 / 20,250 (3日分の合計) | $303,750 (3日分の合計)   |
| 1978年6月26日  | スタッフォード     | イングランド     | ビングリー・ホール                             | 20,000 / 20,250 (3日分の合計) | $303,750 (3日分の合計)   |
| 1978年6月29日  | ロンドン           | イングランド     | アールズ・コート・エキシビション・センター     | 60,000 / 60,000 (3日分の合計) | $900,000 (3日分の合計)   |
| 1978年6月30日  | ロンドン           | イングランド     | アールズ・コート・エキシビション・センター     | 60,000 / 60,000 (3日分の合計) | $900,000 (3日分の合計)   |
| 1978年7月1日   | ロンドン           | イングランド     | アールズ・コート・エキシビション・センター     | 60,000 / 60,000 (3日分の合計) | $900,000 (3日分の合計)   |
| オセアニア     |                    |                  |                                                |                               |                          |
| 1978年11月11日 | アデレード         | オーストラリア   | アデレード・オーバル                           | 45,650 / 50,000               | $684,750                 |
| 1978年11月14日 | パース             | オーストラリア   | パース・エンターテイメント・センター           | 16,000 / 16,400 (2日分の合計) | $240,000 (2日分の合計)   |
| 1978年11月15日 | パース             | オーストラリア   | パース・エンターテイメント・センター           | 16,000 / 16,400 (2日分の合計) | $240,000 (2日分の合計)   |
| 1978年11月18日 | メルボルン         | オーストラリア   | メルボルン・クリケット・グラウンド             | 55,000 / 56,450               | $825,000                 |
| 1978年11月21日 | ブリスベン         | オーストラリア   | ラング・パーク                                 | 50,000 / 53,000               | $750,000                 |
| 1978年11月24日 | シドニー           | オーストラリア   | シドニー・ショーグラウンド                     | 78,000 / 80,000 (2日分の合計) | $1,170,000 (2日分の合計) |
| 1978年11月25日 | シドニー           | オーストラリア   | シドニー・ショーグラウンド                     | 78,000 / 80,000 (2日分の合計) | $1,170,000 (2日分の合計) |
| 1978年11月29日 | クライストチャーチ | ニュージーランド | クイーン・エリザベス・パーク                   | 50,000 / 50,000               | $750,000                 |
| 1978年12月2日  | オークランド       | ニュージーランド | ウエスタン・スプリングス・スタジアム           | 45,000 / 45,000               | $675,000                 |
| アジア         |                    |                  |                                                |                               |                          |
| 1978年12月6日  | 大阪               | 日本             | フェスティバルホール                           | 13,500 / 13,500 (2日分の合計) | $202,500 (2日分の合計)   |
| 1978年12月7日  | 大阪               | 日本             | フェスティバルホール                           | 13,500 / 13,500 (2日分の合計) | $202,500 (2日分の合計)   |
| 1978年12月9日  | 吹田               | 日本             | 万博記念公園                                   | 8,750 / 8,750                 | $131,250                 |
| 1978年12月11日 | 東京               | 日本             | 日本武道館                                     | 14,471 / 14,471               | $217,065                 |
| 1978年12月12日 | 東京               | 日本             | NHKホール                                      | 3,800 / 3,800                 | $57,000                  |
| 合計           | 合計               | 合計             | 合計                                           | 1,164,804 / 1,200,011 (97%)   | $17,472,060              |